# Джон Барретт
Джон Барретт (англ. John Edward Barrett, нар. 17 квітня 1931) — колишній тенісист, телевізійний коментатор та письменник. Кавалер Ордену Британської імперії (MBE).

## Нагороди та відзнаки
- 2004 Lawn Tennis Writers Association of Great Britain Annual Award
- 2006 ATP Tour Ron Bookman Media Excellence Award
- 2007 Орден Британської імперії (MBE)
- 2010 British Sports Book Awards (найкраще ілюстрована книжка), Centre Court: The Jewel in Wimbledon's Crown (with Ian Hewitt)[4]
- 2014 Міжнародна тенісна зала слави

## Вибрана бібліографія
- World of Tennis (1969–2001)
- Tennis and Racket Games (1975), ISBN 978-0-356-05093-5
- Play Tennis With Rosewall (with Кен Роузволл) (1975) ISBN 978-0-87980-305-6
- 100 Wimbledon Championships: A Celebration (1986) ISBN 978-0-00-218220-1
- From Where I Sit (with Dan Maskell) (1988) ISBN 978-0-00-218293-5
- Oh! I Say (with Dan Maskell) (1989), ISBN 978-0-00-637434-3
- 100 Wimbledons – a celebration (1986), ISBN 0-00-218220-3
- Wimbledon – the Official History of the Championships (2001), ISBN 0 00 711707 8
- Wimbledon – the Official History (2013) ISBN 978-1907637-89-6
- Wimbledon – the Official History (2014) ISBN 978-1909534-23-0